# Carly Vanoverbeke
 (septembre 2021).
Si vous disposez d'ouvrages ou d'articles de référence ou si vous connaissez des sites web de qualité traitant du thème abordé ici, merci de compléter l'article en donnant les références utiles à sa vérifiabilité et en les liant à la section « Notes et références ».
 (septembre 2021).
La mise en forme du texte ne suit pas les recommandations de Wikipédia : il faut le « wikifier ».
Les points d'amélioration suivants sont les cas les plus fréquents :
- Les titres sont pré-formatés par le logiciel. Ils ne sont ni en capitales, ni en gras.
- Le texte ne doit pas être écrit en capitales (les noms de famille non plus), ni en gras, ni en italique, ni en « petit »…
- Le gras n'est utilisé que pour surligner le titre de l'article dans l'introduction, une seule fois.
- L'italique est rarement utilisé : mots en langue étrangère, titres d'œuvres, noms de bateaux, etc.
- Les citations ne sont pas en italique mais en corps de texte normal. Elles sont entourées par des guillemets français : « et ».
- Les listes à puces sont à éviter, des paragraphes rédigés étant largement préférés. Les tableaux sont à réserver à la présentation de données structurées (résultats, etc.).
- Les appels de note de bas de page (petits chiffres en exposant, introduits par l'outil «  Source ») sont à placer entre la fin de phrase et le point final[comme ça].
- Les liens internes (vers d'autres articles de Wikipédia) sont à choisir avec parcimonie. Créez des liens vers des articles approfondissant le sujet. Les termes génériques sans rapport avec le sujet sont à éviter, ainsi que les répétitions de liens vers un même terme.
- Les liens externes sont à placer uniquement dans une section « Liens externes », à la fin de l'article. Ces liens sont à choisir avec parcimonie suivant les règles définies. Si un lien sert de source à l'article, son insertion dans le texte est à faire par les notes de bas de page.
- La présentation des références doit suivre les conventions bibliographiques. Il est recommandé d'utiliser les modèles {{Ouvrage}}, {{Chapitre}}, {{Article}}, {{Lien web}} et/ou {{Bibliographie}}. Le mode d'édition visuel peut mettre en forme automatiquement les références.
- Insérer une infobox (cadre d'informations à droite) n'est pas obligatoire pour parachever la mise en page.

Pour une aide détaillée, merci de consulter Aide:Wikification.
Si vous pensez que ces points ont été résolus, vous pouvez retirer ce bandeau et améliorer la mise en forme d'un autre article.
Carly Vanoverbeke est un artiste belge flamand, peintre, graveur, sculpteur, dessinateur, céramiste, joailler. Né à Oudenaarde le 6 décembre 1943 et mort à Louvain le 10 décembre 2000, il a vécu à Gand, Bruxelles, Grammont et Hasselt.

## Formation
A l’Académie royale des beaux-arts de Gand, il suit une formation en peinture chez Jan Burssens, en céramique chez Hermans, en arts graphiques chez Pierre Vlerick et Gerard Gaudaen (nl), en sculpture chez Bert Coolens et Albert Servaes et en dessin chez De Vogelaere, Van Hoorde et P.Van Gijzegem.

## Carrière
De 1964 à 1966, il effectue de nombreux contacts avec Félix De Boeck.
En 1967, Carly est nommé professeur de composition et d’étude de la couleur à l’Institut Provincial d’Art et d’Architecture à Hasselt.
En 1970, il est nommé professeur d’Arts Graphiques à l’Académie des Beaux -Arts de Hasselt.
En 1977, Carly dirige l’atelier de peinture à l’Institut Provincial d’Art à Hasselt.
De 1963 à 1968, il effectue des stages annuels à l’Atelier Lacourière et Frélaut à Paris en compagnie de Sonja Delaunay, J.Y.Tremois, B.Buffet et Picasso.
En 1969, Marnix Gijsen prononce le discours d’ouverture du vernissage de l’exposition de ses œuvres dans la salle ‘ Vooruit ‘ à Gand.
En 1970, Carly se rend à Rome où il effectue un stage à l’Istituto Calcografico.
En 1970, il séjourne en France (St. Raphaël) avec Jan Burssens et Boy Haerden.
En 1972, il est cofondateur de Honest Grafics, devenu plus tard Honest Arts Movements (H.A.M), avec e.a. Louis Paul Boon, Hugo Raes, Willem M. Roggeman, Simon Vinkenoog, Camille d’Havé, Martin R. Baeyens, Herman Schepens, Roger Serras et Frans Vincke.
En 1965, Carly créa et exécuta des décors de théâtre pour le K.N.S à Gand pour la pièce de Jean Anouilh ‘’ Voyageur sans bagage ‘’ dans une régie de Dré Poppe.
En 1987, il fit les décors pour ‘’Antigone’’, également de Jean Anouilh dans une régie de Greta Enckels, pour le théâtre Podium à Hasselt.

## Prix
- 1961 : Deuxième prix au concours Baron de Brouwer pour les Arts Graphiques
- 1962 : Deuxième prix au concours Baron de Brouwer pour les Arts Graphiques
- 1962 : Médaille de bronze au neuvième congrès d’ex-libris à Paris
- 1964 : Prix de peinture d’Outrelon de Try
- 1964 : Allocation du Fonds Deleu pour les Arts Graphiques
- 1964 : Sélection pour le Prix Louis Schmidt à Etterbeek
- 1964 : Grand Prix de peinture Deleu
- 1964 : Médaille du gouvernement belge ‘’ Pro Arte ‘’ pour la peinture
- 1965 : Sélection pour le Prix Payot à Paris
- 1966 : Prix De Vigne pour la sculpture
- 1966 : Deuxième Prix Graphia Exlibris Hambourg
- 1971 : Sélection pour le Prix ‘’ Noir et Blanc’’ du Rotary
- 1971 : Deuxième et sixième prix Graphia à Anvers
- 1971 : Sélection pour le Prix de Kortenberg
- 1980 : Sélection pour le Prix des Arts Graphiques de Louvain
- 1985 : Grand Prix Michel de Pijpere pour la peinture de paysages[2].
- 1985 : Exposé à l’Hôtel de ville de Kuurne
- 1985 : Sélection pour le Prix de la ville d’Aarschot

En tant que graveur et ancien étudiant de Gérard Gaudaen, Carly réalisa un grand nombre d’ex-libris.
Lors de sa participation au Prix Graphia en 1966, il reçut le second prix du Dr R. Geerts pour la réalisation de la farde du congrès de Hambourg.

## Collections
Œuvres achetées par l’État Belge, par la Communauté Flamande, par la Province du Limbourg, par la ville de Kuurne, par la Banque Nationale de Belgique, par la ville d’Itami (Japon), par la banque BNP Paribas Fortis de Louvain, , par des collectionneurs et des amateurs d’Art en Belgique, en Hollande, en France, au Japon, aux Etats-Unis, en Grèce, en Bulgarie, en Italie, en Suisse et en Espagne.
Après son décès, son épouse a légué son œuvre graphique au Cabinet des Estampes de la Bibliothèque Royale de Belgique afin que les plaques en cuivre et en zinc soient entretenues et que tout un chacun puisse encore acquérir une œuvre au choix.

## Expositions
- Gallerie Trefpunt à Gand, (1962)
- A l’abbaye de Gramont, Artistes de chez nous (1963)
- A Gand Prix Provincial de Peinture (1963)
- A Etterbeek, Salon d’Automne (1964)
- A Deurne, Jeune Sélection (1964)
- A Ninove, Art figuratif en Flandre Méridionale (1964)
- A Ninove, Krea 65 (1965)
- A Bruxelles, galerie de l’Angle Aigu, ‘Charmes de la Femme en Europe (1965)
- A Gand, 51e salon des Beaux-Arts (1965)
- A Graz (Autriche), exposition internationale d’Arts Graphiques (1965)
- A Heusden ( Limbourg ) en 1972
- A Lede, L’Autoportrait (1965)
- A Come (Italie), Congrès d’Ex-Libris (1968)
- A Saint Nicolas, galerie Venetia, avec le groupe Xylog-Gent (1969)
- A Sittard (Pays-Bas) (1987)
- A Ostende, au Kursal, Jeunes Artistes du Limbourg (1970)
- A Hasselt, au Béguinage, Facettes de la jeune génération d’artistes limbourgeois
- A Vesprem (Hongrie), Les Arts Graphiques au Limbourg
- A Bruxelles, à l’ Hôtel de Ville, Rotary Noir et Blanc
- A Gand, au Musée des Beaux -Arts, les œuvres primées du Prix Rotary
- A Maastricht au Centre Culturel ‘ Achter de Comédie ‘ (1978)
- A Beringen, au Casino, avec Humberto Wouters (1979)
- A Lasne, avec Hilde Van Sumere, à la galerie ‘ Its-Art-ist ‘ (1990)
- De 1964 à 1969 il participa aux expositions itinérantes organisées par le Ministère de la Culture Flamande.

### Individuelles
- A Bruges, au Salon Marcaine,(1964)
- A Bruxelles, à la galerie Plukvogel(1965)
- A Berlare, à la galerie Papadoc (1965)
- A Alost, dans les caves du Beffroi (1969)
- A Neerpelt, au Centre Culturel Dommelhof (1969)
- A Gand, au Vooruit (1969)
- A Bruxelles au Miroir d’Encre (1973)
- A Maastricht (Pays-Bas) à la Bonbonnière (1977)

### Posthume
- A Opheers, à la galerie Frans Vandueren (2006)
- A Hasselt, à L’Académie des Beaux-Arts (2007)
- A Hasselt, au Centre des Libres Penseurs (2007)
- A Hasselt, à la galerie Lisi Creemers (2018)
- A Hasselt, PXL-MAD School of Arts ‘ Het Schilderatelier ‘ (2020)

Carly Vanoverbeke participa aussi aux expositions itinérantes des Graveurs Belges Contemporains, organisées par le Ministère de l’Education Nationale et de la Culture.